# 2018年斯里蘭卡反穆斯林暴動
2018年斯里蘭卡反穆斯林暴動是2018年發生在斯里蘭卡的一場针对穆斯林的宗教暴動，始于2018年2月26日斯里兰卡的安帕拉镇，到3月2日蔓延至康提地区，直至2018年3月10日结束。穆斯林、清真寺以及穆斯林财产遭到僧伽罗佛教徒暴徒的袭击，而穆斯林暴徒則對佛教徒神庙和僧伽罗人進行報復。斯里兰卡政府在受影响地区宣佈進入紧急状态并部署斯里蘭卡武裝力量，讓其與警察一起对骚乱进行镇压。3月9日，局势得到控制。僧伽罗人，穆斯林和警察共有2人死亡和10人受伤。警方称，騷亂期間有四十五起房屋和商家受损事件，而四个礼拜场所遭到袭击。警方逮捕了与骚乱有关的81人。

## 過程
康提地区的骚乱始于乌迪斯帕图瓦和Teldeniya ，随后蔓延至迪加納，天纳库布拉和其他地区。騷亂起因是由一場交通事故引發，當時一名僧伽罗族中年卡车司机在交通事故後遭到四名穆斯林青年的袭击，卡车司机在四天后身亡。3月5日，僧伽罗族暴徒开始破壞该地区的穆斯林财产。此次骚乱是自2014年反穆斯林騷亂以来的又一次大规模的佛教-穆斯林宗教衝突，促使斯里蘭卡政府宣布為期十天的紧急状态並對该地区实行宵禁。
騷亂發生後，在斯里蘭卡部分地区，包括WhatsApp、Facebook、Twitter和Instagram在内的社交媒体一度被封锁。据报道，在斯里兰卡康提的騷亂發生三天后，至少有81人被捕。
政府透露，大约465所房屋、商家和车辆被摧毁，政府承诺赔偿因暴力事件而受到严重影响的家庭。

## 外部鏈接
- 維基新聞相關報導：State of emergency in Sri Lanka remains despite calm returning after violence